# Rosalia
Rosalia  è un nome proprio di persona italiano femminile.

## Varianti
- Femminili: Rosolia[2]
  - Ipocoristici: Lia[5]
  - Alterati: Rosolina[3][4]
- Maschili: Rosalio[2]
  - Alterati: Rosolino[1][3][4]

### Varianti in altre lingue
- Basco: Arroxali[6]
- Catalano: Rosalia[6]
- Ceco: Rozálie[5]
- Croato: Rozalija[5]
  - Ipocoristici: Rozika[5]
- Francese: Rosalie[5][7]
- Galiziano: Rosalía[5][6]
- Inglese: Rosalie[5][7], Rosalee[7]
- Latino: Rosalia[5]
- Lettone: Rozālija[5]
- Lituano: Rozalija[5]
- Macedone: Розалија (Rozalija)[5]
- Olandese: Rosalie[5]
- Polacco: Rozalia[5]
- Portoghese: Rosália[5]
- Rumeno: Rozalia[5]
- Russo: Розалия (Rozalija)[5]
- Siciliano: Rusulìa[1], Rusulina[1]
  - Maschili: Rusulinu[1]
- Slovacco: Rozália[5]
- Sloveno: Rozalija[5]
  - Ipocoristici: Zala[5]
- Spagnolo: Rosalía[5][6]
- Tedesco: Rosalie[5]
- Ungherese: Rozália[5]

## Origine e diffusione

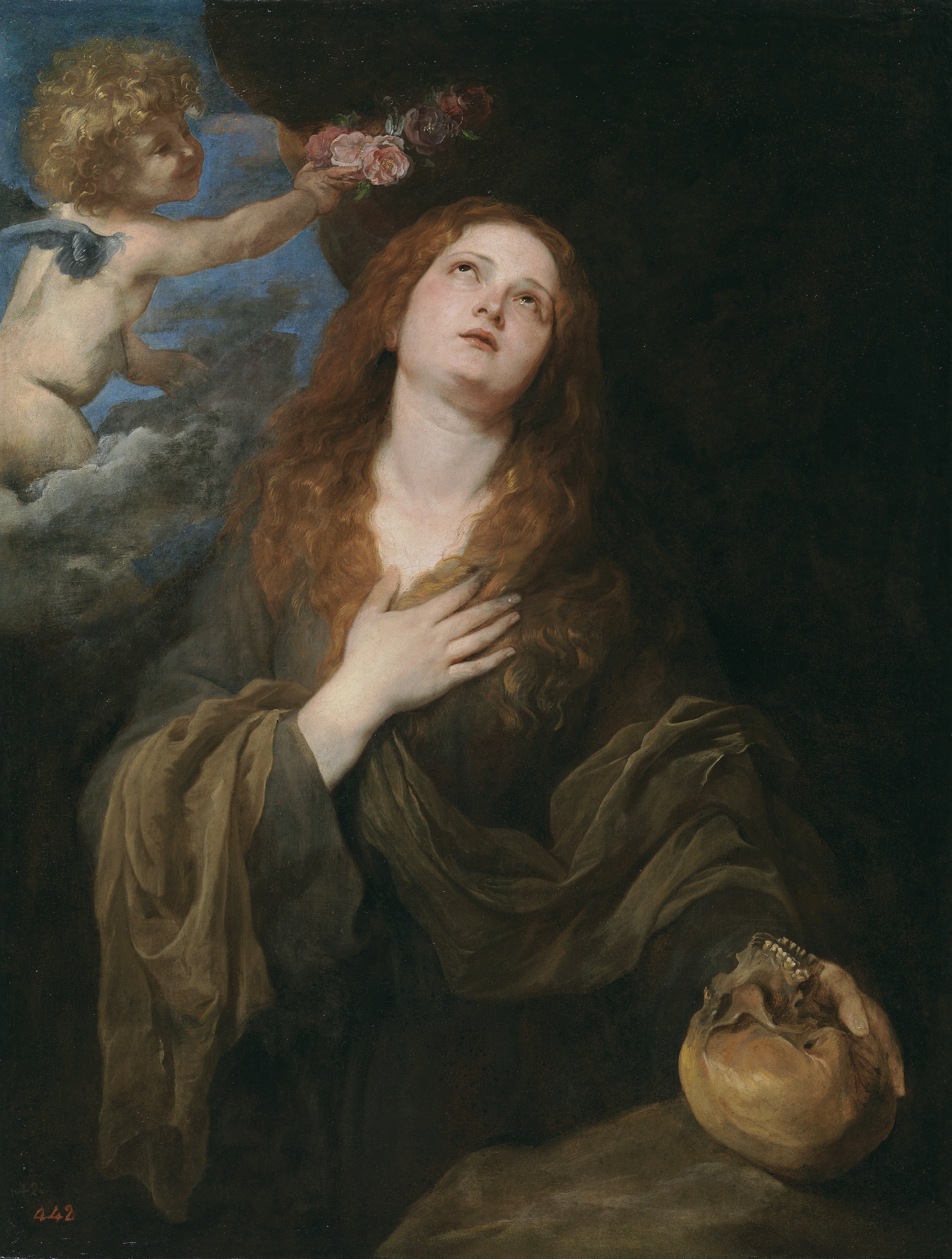
Santa Rosalia dipinta a Antoon van Dyck

L'origine di questo nome è da collegare strettamente alla figura di santa Rosalia, vergine ed eremita siciliana vissuta nel XII secolo: le prime attestazioni del nome scritto in questa forma sono infatti riferite proprio al suo personaggio, e sono di pochi decenni successive alla sua morte, avvenuta nel 1160. Sono frequenti le spiegazioni secondo cui il nome sarebbe un composto di Rosa e Lia, un derivato dal fiore della rosa, o anche una ripresa del nome delle Rosalia, un'antica festa dei fiori pagana; si tratta tuttavia di paretimologie (o, eventualmente, di elementi che hanno contribuito a modificare la pronuncia del nome): sapendo infatti che santa Rosalia era di famiglia normanna, e che in Sicilia sono presenti varianti dialettali del nome quali Rusulina e Rusulinu, è molto più probabile che "Rosalia" sia da ricondurre a Rocelin o Roscelin, un nome francese antico presente anche nelle chanson de geste, che tra l'altro, sempre nel XII secolo, venne introdotto dai normanni anche in Inghilterra in forme quali Rozelin e Roscelyn.
Rocelin deriva da Ruozelin, un nome di origine germanica formato sulla radice hroth, "fama", "gloria" (o, meno probabilmente, hros, "cavallo"), da cui derivano nomi come Rodolfo, Rolando, Roberto e Roswitha; la terminazione in -lin non è tanto un secondo elemento, bensì un suffisso comune negli ipocoristici germanici, ossia forme abbreviate di altri nomi (si confrontino ad esempio nomi quali Emmelina, Ezzelino, Jocelyn e Ségolène). 
In Italia, il nome è accentrato per due terzi dei casi al Sud (il restante terzo nel Centro-Nord è comunque in parte dovuto ad immigrazione interna), e in particolare nel Palermitano, chiaro riflesso del culto della santa. Nei paesi anglofoni, il nome è in uso dal XVIII secolo.

## Onomastico
L'onomastico si festeggia il 4 settembre in memoria di santa Rosalia, vergine ed eremita, patrona di Palermo. In alcuni luoghi è venerata il 15 luglio. Si ricorda con questo nome anche due beate: Rosalia Rendu, religiosa delle Figlie della carità di San Vincenzo de' Paoli, commemorata il 7 febbraio, e Rosalia du Verdier de la Soriniere, religiosa delle Benedettine di Nostra Signora del Calvario, ghigliottinata durante la rivoluzione francese e ricordata il 27 gennaio.

## Persone

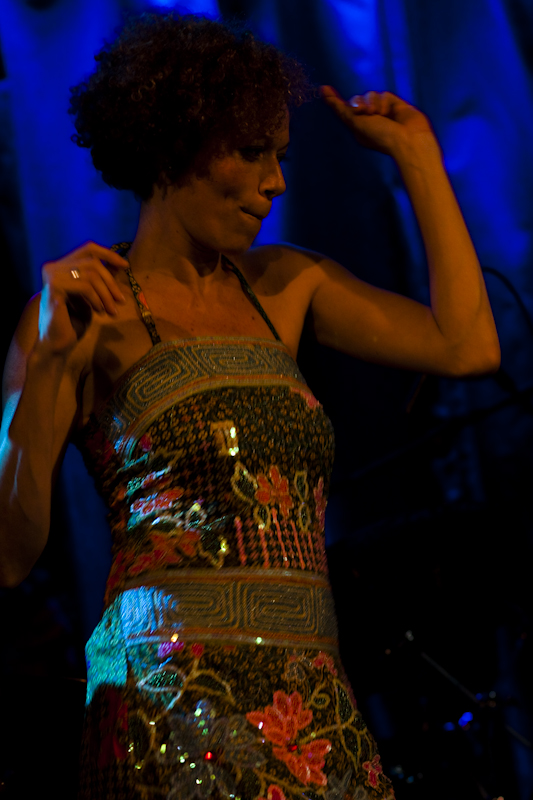
Rosalia de Souza

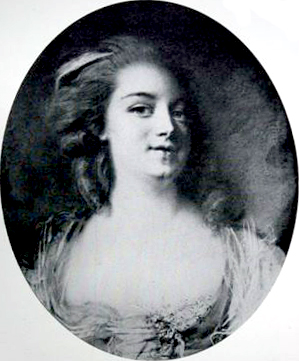
Rosalie Filleul

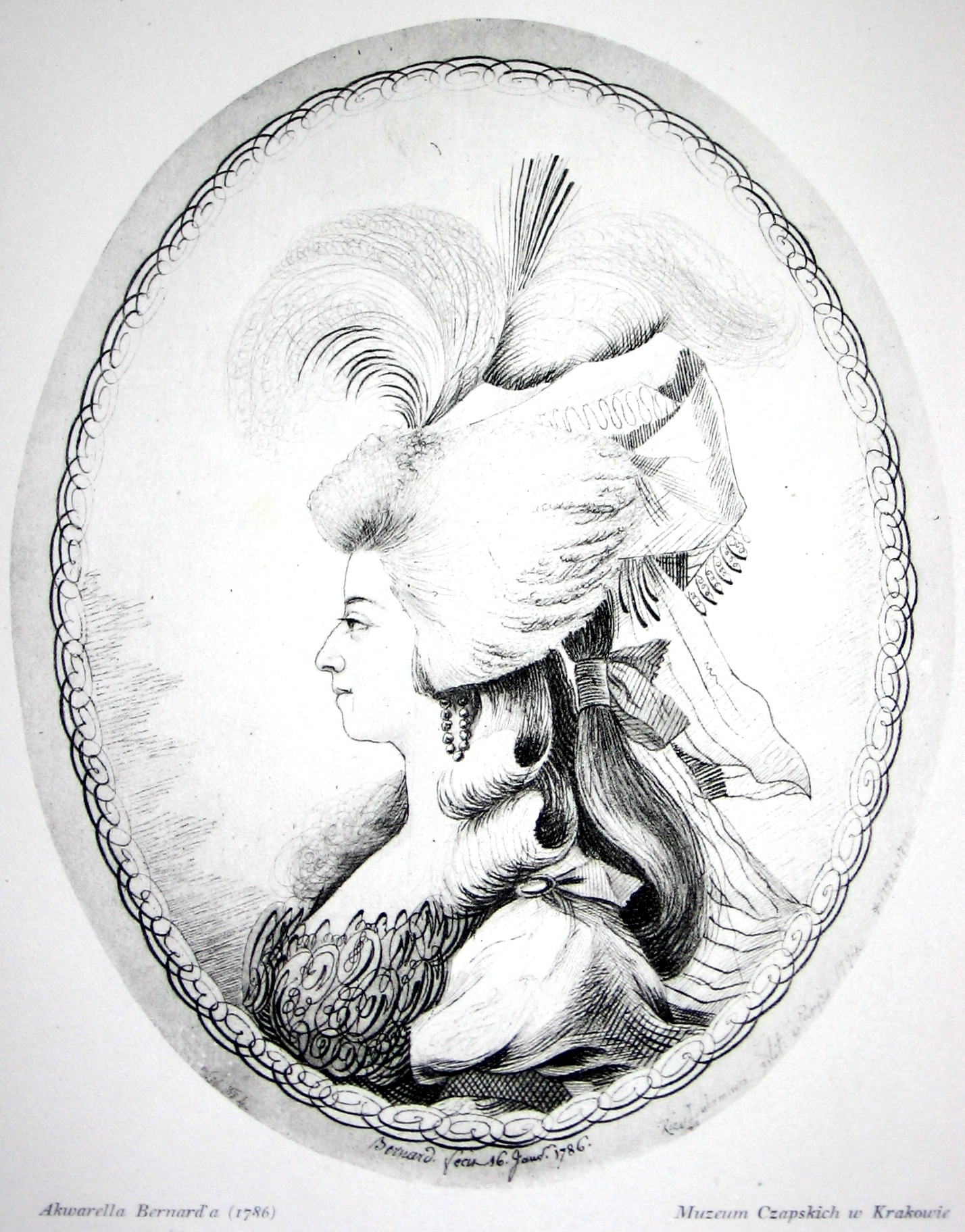
Rozalia Lubomirska

- Rosalia de Souza, cantante brasiliana
- Rosalia Lombardo, bambina sepolta nelle Catacombe dei Cappuccini
- Rosalia Maggio, attrice teatrale italiana
- Rosalia Misseri, cantante e attrice italiana
- Rosalia Montmasson, patriota italiana
- Rosalia Porcaro, attrice, comica e cabarettista italiana

### Variante Rosalía

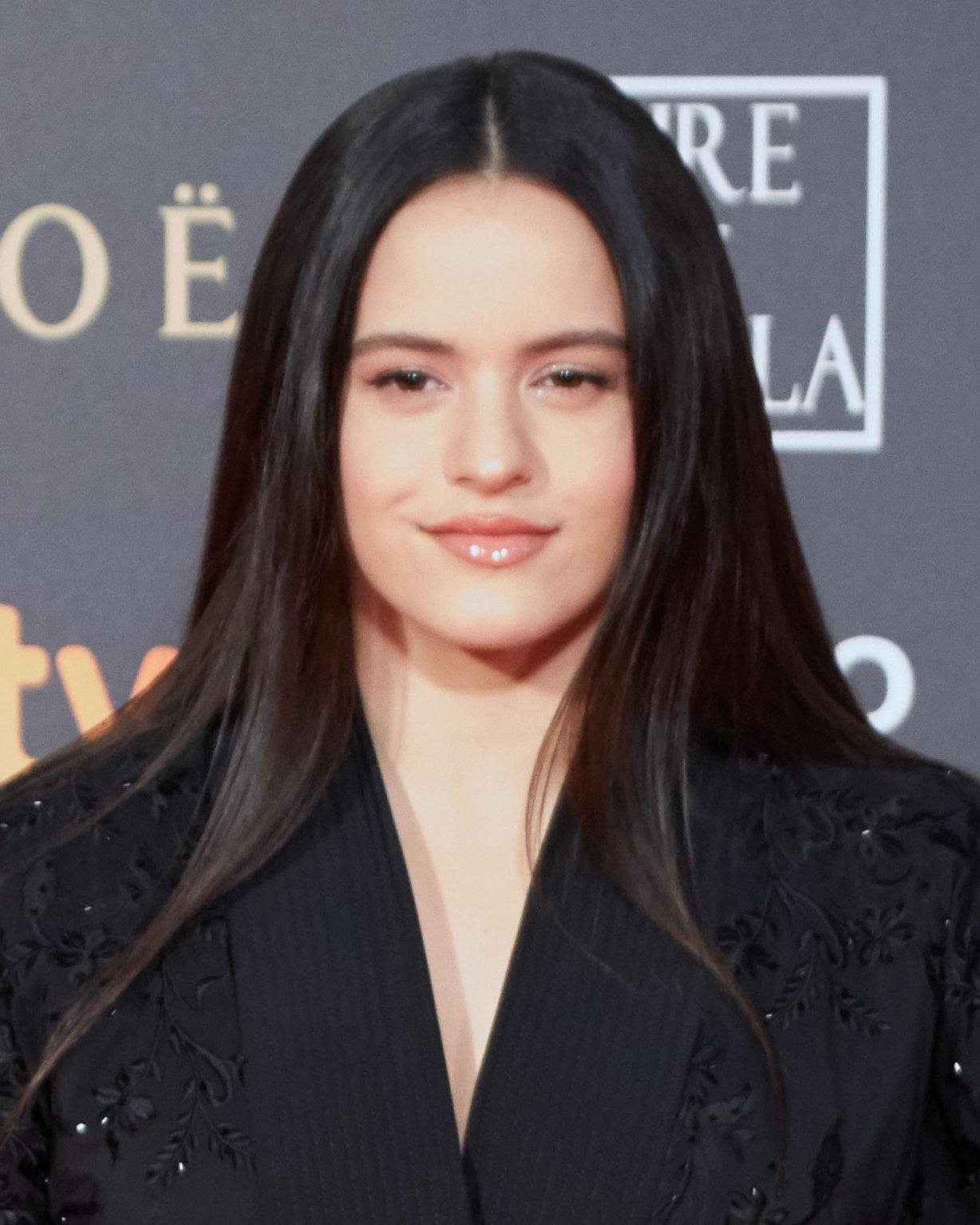
Rosalia

- Rosalía Arteaga Serrano, politica ecuadoriana
- Rosalía de Castro, poetessa e scrittrice spagnola
- Rosalía Mera, imprenditrice spagnola
- Rosalía Vila Tobella, conosciuta semplicemente come Rosalía, cantante spagnola

### Variante Rosalie
- Rosalie Filleul, pittrice francese
- Rosalie Lamorlière, giovane francese che servì Maria Antonietta nei suoi ultimi giorni
- Rosalie Loveling, scrittrice olandese

### Variante Rozalia
- Rozalia Lubomirska, nobildonna polacca
- Rozalia Luksenburg, vero nome di Rosa Luxemburg, politica, teorica socialista e rivoluzionaria tedesca
- Rozalia Mancewicz, modella polacca
- Rozalia Oros, schermitrice rumena naturalizzata tedesca

### Variante maschile Rosolino
- Rosolino Bianchetti Boffelli, vescovo cattolico italiano
- Rosolino Colella, medico e scienziato italiano
- Rosolino Montano, calciatore italiano
- Rosolino Orlando, imprenditore, filantropo e politico italiano
- Rosolino Pilo, patriota italiano
- Rosolino Poggi, generale italiano

## Il nome nelle arti
- Rosalia Abate è la protagonista della fiction Squadra antimafia - Palermo oggi.
- Rosalie Aprile è un personaggio della serie televisiva I Soprano.
- Rosalia Cefalù è la protagonista del film del 1961 Divorzio all'italiana, diretto da Pietro Germi.
- Rosalie Engel Zastrow è un personaggio della soap opera Tempesta d'amore.
- Rosalie Hale è un personaggio della serie di romanzi e film Twilight, creata da Stephenie Meyer.
- Rosalie Lamorlière è un personaggio della serie di manga e anime Lady Oscar.
- Rosolino Paternò è un personaggio del film del 1970 Rosolino Paternò soldato, diretto da Nanni Loy.
- Rosalie è un singolo del cantante svizzero Bligg.